# Me olvidarás
«Me olvidarás» es una balada escrita por Mónica Vélez y Fernando Pantini para la cantante mexicana Yuridia. El tema está incluido en su  álbum de estudio Nada es color de rosa, y es el segundo sencillo a promocionar en México, fue publicado a principios del mes de enero de 2010.

## Información
Es el segundo corte a promocionar del disco Nada es color de rosa de la cantante. A menos de un mes en rotación en las radios mexicanas logró posicionarse rápidamente en el conteo del top 20 pop en español de Monitor Latino. En una semana alcanzó el número 10 del género pop en español en su 2ª semana consecutiva.
Con solo 6 semanas en rotación logró entrar al conteo general de top 20 de Monitor Latino; mientras en la categoría pop en español logra posicionarse con 10 semanas consecutivas en el top 10.

## Presentación en vivo
Yuridia canto por primera vez Me Olvidaras, en un palenque de la ciudad de Uruapan Michoacán.

## Video oficial
El 22 de febrero de 2010, se filmó en la Cd. de México el videoclip, cuya época se remonta a los años 40; el video grabado en un centro de espectáculos de la Colonia Narvarte, mostrará un triángulo amoroso en el que la imagen de cupido jugará un papel importante; mostrara a una Yuridia como una jovencita, pero también que muestre un look contemporáneo y otro más serio, formal". El video estará listo para la segunda semana del mes de marzo. Mientras tanto te dejamos el detrás de cámara del video.
El videoclip fue estrenado el día viernes 26 de marzo, en su canal oficial de YouTube.

## Posiciones en las listas
| Posición | 17 | 10 | 9 | 8. | 8 | 7 | 6 | 7 | 7 | 7 | 12 | 17 |